# Alexis Jenni
Alexis Jenni (Lió, 1963) és un escriptor francès guanyador del prestigiós Premi Goncourt el 2011. Exerceix el càrrec de professor de biologia a l'institut "Saint Marc". La seva primera novel·la, L'Art français de la guerre ("L'art francès de la guerra") va ser publicada a l'agost 2011 i va rebre el Premi Goncourt el 2 de novembre 2011. La novel·la tracta de la història colonial de França en la Indoxina francesa i l'Algèria francesa, i va ser parcialment inspirada pel debat sobre la identitat francesa que es va desenvolupar sota el govern del Nicolas Sarkozy. Més que expressar la seva opinió sobre el debat, Jenni volia que els lectors reflexionessin sobre ells mateixos. A més de guanyar el Goncourt, la novela estava nominada pel Prix Médicis i el Prix Femina.
L'Art français de la guerre és tecnícament la tercera novel·la de l'Alexis Jenni, però la primera publicada. Anteriorment, va escriure una novel·la que no va sotmetre mai a un editor, i una altra que no va ser acceptada.

## Obres
- L'Art français de la guerre (2011)
- Élucidations (2013)
- La nuit de Walenhammes (2015)
- La conquête des îles de la Terre Ferme (2017)
- Féroces infirmes (2019)
- La beauté dure toujours (2021)[1]
- Le Passeport de monsieur Nansen (2022)